# Schuster & Sohn
Die Schuster & Sohn KG mit Sitz im rheinland-pfälzischen Kaiserslautern ist ein deutscher Brennstoffhändler. Schuster & Sohn ist mit Tankstationen, Lagern, Logistikzentren und Verkaufsbüros in Rheinland-Pfalz, dem Saarland und Luxemburg vertreten.
Zum Kerngeschäft gehört der Handel mit Brennstoffen. Dazu zählen traditionell Heizöle, aber auch Festbrennstoffe wie Pellets, Holz oder Kohle. Die Versorgung mit Gas und Strom rundet das Angebot ab.
Das Unternehmen wurde 1874 als Schuster & Müller in Kaiserslautern gegründet und firmiert seit 1908 als Schuster & Sohn. Zunächst wurde mit chemisch-technischen Produkten gehandelt. Ab 1920 wurden auch Kraftstoffe und Schmierstoffe vertrieben. 1953 stieg das Unternehmen in den Heizölmarkt ein. Von 1970 bis 1999 basierte das Geschäft auf den drei Säulen Chemie-, Mineralöl- und Farbenhandel, ehe ab der Jahrhundertwende der Schwerpunkt auf den Mineralölhandel gelegt wurde.